# Государственная граница Ирана

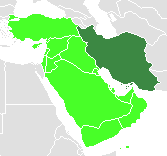
Иран на карте Ближнего Востока

Государственная граница Ирана проходит через семь государств (членов ООН).  Наибольшую протяжённость имеет ирано-иракская граница, наименьшую протяжённость — ирано-армянская граница.

## Протяжённость границ
Общая протяжённость сухопутных границ Ирана составляет 5440 км.
- Ирак — 1458 км
- Туркменистан — 992 км
- Афганистан — 936 км
- Пакистан — 909 км (см. ирано-пакистанская граница)
- Турция — 534 км
- Азербайджан — 432 км (с эксклавом — 611 км)
- Нахичеванская АР (эксклав Азербайджана) — 179 км
- Армения — 35 км

Иран имеет морские границы с Оманом, ОАЭ, Саудовской Аравией, Ираком, Кувейтом, Катаром, Бахрейном, Туркменистаном и Азербайджаном. Длина береговой линии Индийского океана (Персидский залив, Ормузский пролив, Оманский залив) — 2440 км; Каспийского моря — 740 км.

## Границы останов
Сухопутные границы с другими странами имеют 13 иранских останов. 7 имеют морские границы
- Ирак — Хузестан, Илам, Керманшах, Курдистан, Зап. Азербайджан
- Турция — Зап. Азербайджан
- Азербайджан — Зап. Азербайджан, Вост. Азербайджан, Ардебиль, Гилян
- Армения — Вост. Азербайджан
- Туркменистан — Голестан, Сев. Хорасан, Хорасан-Резави
- Афганистан — Хорасан-Резави, Юж. Хорасан, Систан и Белуджистан
- Пакистан — Систан и Белуджистан
- Индийский океан — Систан и Белуджистан, Хормозган, Бушир, Хузестан
- Каспийское море — Голестан, Гилян, Мазендерам

## Пограничные стыки
Иран имеет 6 пограничных стыков
- Афганистан — Пакистан — Иран (29°51′30″ с. ш. 60°52′22″ в. д.HGЯO)
- Афганистан — Туркменистан — Иран (35°36′18″ с. ш. 61°16′26″ в. д.HGЯO)
- Ирак — Турция — Иран (37°08′44″ с. ш. 44°47′05″ в. д.HGЯO)
- НАР(Азербайджан) — Турция — Иран (39°37′42″ с. ш. 44°48′28″ в. д.HGЯO)
- НАР(Азербайджан) — Армения — Иран (38°50′33″ с. ш. 46°08′38″ в. д.HGЯO)
- Азербайджан — Армения — Иран (38°52′03″ с. ш. 46°32′01″ в. д.HGЯO)

### Реки
По ирано-туркменской границе протекают реки Атрек и Теджен.
На Теджене, на границе с Туркменистаном, стоит Плотина Ирано-Туркменской Дружбы.
Теджен протекает и по ирано-афганской границе.
Между Ираном и Ираком течёт река Шатт-эль-Араб.
Иран от Армении и Азербайджана отделён рекой Аракс.

### Города
По обе стороны от ирано-туркменской границы расположены два города, каждый из которых называется Серахс (Sarakhs в Иране и Serakhs в Туркменистане).
На границе с Азербайджаном, на берегу Каспийского моря расположен город Астара.

### Горы
На иранской границе расположены горы Шееха-Дар высотой 3611 м и Актас-Даги в 2715 м.